# Pontiac (Illinois)
Pontiac település az Amerikai Egyesült Államok Illinois államában, Livingston megyében, melynek megyeszékhelye is. Lakosainak száma 11 150 fő (2020. április 1.).

## Népesség
A település népességének változása:

| 2010 | 11 931 |
| 2020 | 11 150 |